# Brooke Adams
Brooke Adams (Nova Iorque, 8 de fevereiro de 1949) é uma atriz, produtora e narradora norte-americana.
Brooke começou a carreira no palco, ainda adolescente. Sua carreira cinematográfica decolou em Days of Heaven (1978), no qual contracenou com Richard Gere e Sam Shepard. Naquele mesmo ano, participou também de Invasores de Corpos, dirigido por Philip Kaufman.
É irmã da também atriz Lynne Adams, e está casada com o ator Tony Shalhoub, com quem tem dois filhos.

## Filmografia

### Cinema
- The Adventures of Beatle Boyin (2006) ... secretária
- O Fantasma de Lucy Keyes (2006) ... Samantha Porter
- At Last (2005) ... Carol Singleton
- Party Animals (2003) ... mãe de celebridade
- Made-Up (2002) ... Elizabeth James Tivey (também produziu)
- The Baby-Sitters Club (1995) ... Elizabeth Thomas Brewer
- Gas, Food Lodging (1992) ... Nora
- The Unborn (1991) ... Virginia Marshall
- Man on Fire (1987) ... Jane
- Key Exchange (1985) ... Lisa
- A Coisa (1985)
- Almost You (1985) ... Erica Boyer
- A Hora da Zona Morta (1983) ... Sarah Bracknell
- Utilities (1981) ... Marion Edwards
- Tell Me a Riddle (1980) ... Jeannie
- Cuba (1979) ... Alexandra Lopez de Pulido
- A Man, a Woman, and a Bank (1979) ... Stacey Bishop
- The First Great Train Robbery (1979) (não creditada)
- Invasores de Corpos (1978) ... Elizabeth Driscoll
- Days of Heaven (1978) ... Abby
- Shock Waves (1977) ... Rose
- Car Wash (1976) ... Terry (cenas deletadas)
- The Lords of Flatbush (1974) (não creditada)
- The Great Gatsby (1974) ... Convidada (não creditada)
- Murders in the Rue Morgue (1971) ... Enfermeira (não creditada)

### Televisão
- Monk (2005) ... Mrs. Abigail Carlyle (2002) ... Leigh
- Gun (1997) ... Joyce
- Wings (1996) ... Mary
- Frasier (1995) ... Marilyn (voice)
- Touched by an Angel (1994) ... Susana
- Probable Cause (1994)
- Picture Windows (1994) (minissérie) ... Angie Varnas
- The Last Hit (1993) ... Anna
- Thirtysomething (1991) ... Bree Ann Pratt
- Sometimes They Come Back (1991) ... Sally Norman
- Bridesmaids (1989) ... Pat
- A Gata e o Rato (1988) (3 episódios) ... Terri Knowles
- The Lion of Africa (1987) ... Grace Danet
- Lace II (1985) ... Pagan Tralone
- Special People (1984) ... Diane Dupuy
- Lace (1984) ... Pagan Tralone
- Haunted (1984)
- The Innocents Abroad (1983) ... Julia Newell
- Summer (1981)
- Nero Wolfe (1979) ... Sarah Dacos
- Family (1977 - 1978) ... Lizzie
- Kojak (1976) ... Julie Winston
- The Bob Newhart Show (1976) ... Mitzi Margolis
- James Dean (1976) ... Beverly
- Police Woman (1976) ... Angela
- Murder on Flight 502 (1975) ... Vera Franklin
- Black Bart (1975) ... Jennifer
- Song of the Succubus (1975) ... Olive Deems/Gloria Chambers
- Who is the Black Dahlia? (1975) ... Diane Fowler
- The Daughters of Joshua Cabe Return (1975) ... Mae
- F. Scott Fitzgerald and 'The Last of the Belles' (1974) ... Kitty Preston
- O.K. Crackerby! (1965) ... Cynthia Crackerby
- East Side/West Side (1963) ... Marky Morgan

### Ela mesma
- The Fire This Time (1994) ... Narração